# Кислые щи
— Кислые щи и в нос шибают, и хмель вышибают! — говаривал десятипудовый Ленечка, пивший этот напиток пополам с замороженным шампанским.
Ки́слые щи — старинный русский медово-солодовый напиток, разновидность сильногазированного хлебного кваса. На его основе готовили одноимённый суп — кислые щи.
Особенностью приготовления напитка является его дображивание в запечатанных бутылках в течение 10—12 часов, по истечении которых бутылки выносят в холодное место на три дня (квас «Московские кислые щи»).

## Упоминания в литературе
- Кислые щи постоянно упоминаются в северных сказках[5].
- А.И. Герцен, «Долг прежде всего»:

хозяева пили кислые щи, но для дяди с тёткой приносили людского квасу, кислого, как квасцы.
- О кислых щах вспоминает Гиляровский в своей знаменитой книге о Москве:
«кислые щи — напиток, который так газирован, что его приходилось закупоривать в шампанки, а то всякую бутылку разорвёт».
- Гоголь в «Мёртвых душах»:
«День, кажется, был заключён порцией холодной телятины, бутылкою кислых щей и крепким сном…».
- Пушкин в одном из черновиков, которые современные пушкинисты относят к «Евгению Онегину»:

Приму в родство себе лакейство:
У них орехи подают
Да кислы щи в театре пьют.
- «Домострой», Глава 50 «Наставление поварам; как пиво варить и мед сытить, и вино курить»: «В пивоваренную кухню на пиво и на брагу, на кислые щи солоду, муки и хмелю давать; то б было все в письме, смерено и в счете.»
сноска: «Кислые щи — напиток из солода пшеничного, ячменного, ржаной, гречневой, пшеничной муки»